# 벤처기업협회
벤처기업협회(KOVA, Korea Venture Business Association)는 대한민국 벤처 기업들의 공동의 이익을 실현하기 위해 설립된 사단법인이다. 1995년 12월 2일 창립총회를 열고 설립되었다. 초대 회장은 이민화 메디슨 대표이사가 맡았고, 2023년부터 인텔리안 테크놀로지스의 성상엽 대표이사가 제 11대 회장을 맡고 있다. 2008년 8월 20일 기존 벤처기업협회(KOVA)와 한국IT기업연합회(KOIBA)가 통합 출범함으로써 국내 최대의 벤처기업 단체가 되었다. 회원사는 약 1만 4천개 기업이다. 협회 사무실은 서울특별시 구로구 디지털로 마리오타워 8층에 있다.

## 연혁
- 1995년 12월 2일 : 벤처기업협회 창립총회 (초대 회장 이민화)
- 1999년 12월 16일 : 벤처 창업 보육 기관인 서울벤처인큐베이터 개관
- 2000년 5월 22일 : 공익단체 지원을 위한 나눔문화장터 개장
- 2000년 12월 4일 : 한민족 글로벌 벤처네트워크(INKE) 설립
- 2003년 1월 : 벤처기업 전문 잡지 <벤처다이제스트>(Venture Digest) 발간
- 2006년 12월 28일 : 서울시 구로구 디지털로 마리오타워로 이전
- 2007년 8월 30일 : 벤처기업연구원 개원
- 2008년 8월 20일 : 한국IT기업연합회(KOIBA)와 통합

## 역대 회장
벤처기업협회의 역대 회장은 다음과 같다.
1. 이민화 : 1995년 ~ 2000년
2. 장흥순 : 2000년 ~ 2005년
3. 조현정 : 2005년 ~ 2007년
4. 백종진 : 2007년 ~ 2008년
5. 서승모 : 2008년 ~ 2010년
6. 황철주 : 2010년 ~ 2012년
7. 남민우 : 2012년 ~ 2014년
8. 정준 : 2015년 ~ 2016년
9. 안건준 : 2017년 ~ 2020년
10. 강삼권 : 2021년 ~ 2023년
11. 성상엽 : 2023년 ~